# 中国輸出コンテナ運賃指数
中国輸出コンテナ運賃指数（ちゅうごくゆしゅつコンテナしすう、英: China Containerized Freight Index、通称CCFI）は、上海の上海海運取引所が発表する定期船・不定期船の運賃指数。基準となる1998年1月1日時点の運賃を1000として算定している。海運指数としてはバルチック海運指数が伝統的に用いられているが、同指数がドライバルクの不定期船運賃を対象としているのに対して、本指数は中国発の定期及び不定期コンテナ船運賃を対象としており、投資家が海運市況を分析するに当たっていずれも重要な指標となっている。